# Alliance & Leicester
Alliance & Leicester ist der Handelsname der Santander UK, einer Tochtergesellschaft der Banco Santander.

## Geschichte
Das Unternehmen beschäftigt rund 6.260 Mitarbeiter (2006) und hat seinen Hauptsitz in Narborough, Leicestershire. Es ist im FTSE 250 Index gelistet.
Das Unternehmen ging 1985 aus der Fusion zwischen den beiden Building Societies Alliance und Leicester hervor. Deren Wurzeln reichen bis in die 1853 gegründete Leicester Permanent Building Society. 1997 erfolgte die Umwandlung in eine Aktiengesellschaft und der Börsengang an der London Stock Exchange, wo sie im FTSE 100 aufgenommen wurde.
Alliance & Leicester bietet Versicherungen, Depots, Bankkonten, Kreditkarten und diverse Finanzierungsmöglichkeiten an.
Alliance & Leicester wurde im Juli 2008 von der Banco Santander übernommen.